# 双重领导
双重领导，意即一个政府部门由两个上级来领导，又称“双重从属”，是指中华人民共和国政府某一部门同时接受上一级主管部门和本级政府的领导，是中华人民共和国政府管理中的一大特色。双重领导中常见的矛盾冲突被称为“条块之争”。

## 沿革
1942年之前，延安的行政管理属于纵向领导，各级政府向上级负责，导致地方政府的统一协调作用降低。因此，中共中央决定对延安的行政管理进行改革，史称精兵简政运动，以新的双重领导制取代此前的纵向领导。上级指示由此前的下达到对口部门，改成下达到县、区的委员会，由这些委员会下达到相应部门。
但是高度集中的经济管理制度在中华人民共和国成立初期开始出现问题，助长了官僚主义。1956年春，中共中央主席毛泽东在听取34个部委汇报工作期间，开始提出对经济管理体制进行改革。2月4日，毛泽东在听取薄一波的汇报后，称“地方同志对中央集权太多不满意，他们是块块、你们是条条。你们无数条条往下灌，而且规格不一，也不通知他们。他们的要求你们也不批准，约束了他们。”同年4月25日，毛泽东在中共中央政治局扩大会议上发表《论十大关系》，开始主张对地方管理放权。而“条条”、“块块”也在之后各类政治文件中反复提及，用于描述各类地方政府与部门之间的领导权关系。